# Promachus zenkeri
Promachus zenkeri là một loài ruồi trong họ Asilidae. Promachus zenkeri được Hobby miêu tả năm 1936. Loài này phân bố ở vùng nhiệt đới châu Phi.